# Franz Fietz
Franz Fietz (* 28. Januar 1941 in Gleiwitz) ist ein deutscher Kommunalpolitiker (CDU).

## Leben
Fietz studierte an der Pädagogischen Hochschule in Lüneburg. Er arbeitete als Schulleiter in Mechtersen, Vögelsen und Bardowick. Von 1985 bis 1998 war er Schulrat im Landkreis Harburg.
Seine politische Laufbahn begann 1974 als Mitglied des Samtgemeinderates Bardowick, dem er bis 1999 angehörte. Dort war er auch lange Jahre Samtgemeindebürgermeister und von 1991 bis 1996 Bürgermeister seines Wohnorts Mechtersen.
1976 trat er der CDU bei und zog im gleichen Jahr in den Kreistag des Landkreises Lüneburg ein. Von 1996 bis Oktober 2006, die ersten zwei Jahre ehrenamtlich, war er Landrat des Landkreises Lüneburg. Er setzte sich besonders für den Naturschutz im Landkreis und die internationale Verständigung ein.
Franz Fietz ist verheiratet.

## Auszeichnungen
- 2009: Verdienstkreuz am Bande der Bundesrepublik Deutschland
„für sein mehr als 30 Jahre währendes kommunalpolitisches Engagement“